# 蒔村三枝子
蒔村 三枝子（まきむら みえこ、1954年1月28日 - ）は、日本の女優、声優。広島県出身。

## 略歴
広島県立広島観音高等学校卒。以前は青山杉作記念俳優養成所、劇団《風》、演劇倶楽部『座』、劇団河（業務提携）に所属していた。

## 出演

### 舞台
- いまはむかし
- 大つごもり（語り）
- おたふく（おその、いく〈2役〉）
- お伽草紙（語り）
- カチカチ山（語り）
- 肝っ玉おっ母とその子どもたち
- 山椒大夫（母）
- 死者の書（身狭乳母）
- 少年探偵団（明智文代）
- 鶴八鶴二郎（語り）
- 鳥の物語（語りの鵜）
- 七本の色鉛筆
- 野菊の墓（政夫の母、民子の祖母〈2役〉）
- 浜田広介童話集（語り）
- 半七捕物帳
- 広島にチンチン電車の鐘が鳴る（2000年）
- ひろすけ童話
- みすず
- ゆうれい貸屋（お婆さんの幽霊、語り〈2役〉）
- 夢十夜（語り）

### テレビ
- 広島にチンチン電車の鐘が鳴る〜ある被爆二世の伝える夏〜（2001年）

### テレビアニメ
- ザ☆ウルトラマン（1979年、少年、アナウンス、親子、女性）
- シティーハンター（1988年、鷲尾ひさ子）

### ラジオ
- お茶のある風景（パーソナリティ）
- おはようミュージック
- 快適ライフ